# Grób Ezechiela
Grób Ezechiela (arab. قبر حزقيال, hebr. קבר יחזקאל הנביא) – grób w Al-Kifl w Iraku, uznawany za miejsce pochówku proroka Zu al-Kifla, utożsamianego ze starotestamentowym prorokiem Ezechielem; cel pielgrzymek żydów i muzułmanów.
W 2010 roku obiekt został wpisany na iracką listę informacyjną UNESCO – listę obiektów, które Irak zamierza rozpatrzyć do zgłoszenia do wpisu na listę światowego dziedzictwa UNESCO.

## Historia
Grób uznawany jest przez wyznawców islamu i judaizmu za miejsce pochówku proroka Zu al-Kifla, utożsamianego ze starotestamentowym prorokiem Ezechielem i jest czczony zarówno przez żydów, jak i przez muzułmanów.
Już w starożytności był celem pielgrzymek żydów podczas świąt religijnych. W okresie średniowiecza stał się regionalnym ośrodkiem pielgrzymkowym, nad którym opiekę sprawowali wspólnie żydzi i muzułmanie. Najstarsza wzmianka dokumentująca grób Ezechiela w tym miejscu pochodzi z listu gaona Szeriry Gaona z około 986 roku, który opisał pielgrzymów palących kadzidło i wznoszących modlitwy nad grobem. Żydowski podróżnik Beniamin z Tudeli, który odwiedził grób koło 1169 roku, pozostawił dokładny opis uroczystości religijnych odprawianych nad grobem. W okresie średniowiecza pielgrzymki odbywały się w czasie pomiędzy Nowym Rokiem a Dniem Pojednania. Podczas tych świąt prezentowano pielgrzymom torę, której autorstwo przypisywano Ezechielowi.
Pierwsze pielgrzymki muzułmanów odnotowano w XII wieku. Około 1180 roku grób odwiedził rabin Petachia z Ratyzbony, który odnotował, że grób Ezechiela znajdował się na trasie pielgrzymek do Mekki i Medyny.
Za panowania sułtana Oldżajtu (1304–1316) opiekę nad grobem przejęli muzułmanie. Wówczas rozpoczęto budowę meczetu w stylu typowym dla okresu Ilchanidów. Meczet wraz z minaretem został ukończony za panowania Abu Sa’ida (1316–1335). Minaret, wzniesiony z cegieł palonych na wysokość 24 m, zdobiony był wzorami geometrycznymi, motywami roślinnymi i inskrypcjami.
W XVIII wieku meczet został zniszczony przez trzęsienie ziemi, zaś żydowska synagoga została przejęta przez szyitów. Żydom zakazano wstępu na teren kompleksu, a grób mogli odwiedzać tylko podczas świąt.
W latach 40. XIX stulecia Osmanowie zezwoli żydom na renowację synagogi. Wybudowano wówczas również domy dla pielgrzymów i jesziwę. W latach 60. XIX wieku władze próbowały odzyskać kontrolę nad świętym miejscem, jednak przywódcy lokalnej gminy żydowskiej udało się utrzymać obiekt w rękach żydowskich. Do połowy XX stulecia w dorocznych pielgrzymkach z okazji Paschy brało udział 5 tysięcy osób. W 1941 roku doszło do pogromu żydów w Bagdadzie, a następnie żydzi iraccy zostali zmuszeni do opuszczenia Iraku.
W okresie władzy sprawowanej przez Saddama Husajna obiekt uznawany był za święte miejsce i był objęty ochroną.
W 2010 roku obiekt został wpisany na iracką listę informacyjną UNESCO – listę obiektów, które Irak zamierza rozpatrzyć do zgłoszenia do wpisu na listę światowego dziedzictwa UNESCO. Podjęto wówczas prace renowacyjne, co przyczyniło się do spekulacji w mediach o dejudaizacji i islamizacji grobu, które okazały się nieuzasadnione.

## Architektura
Nad grobem wzniesiono prostokątne pomieszczenie (5,10 m × 10,60 m) zwieńczone stożkowatą kopułą o wysokości całkowitej 17 m, do którego prowadzą dwa wejścia od strony północnej. We wnętrzu znajdowała się synagoga, gdzie zachowała się inskrypcja w języku hebrajskim, pochodząca z XIX wieku: 

To jest pomnik naszego mistrza Ezechiela, proroka, syna kapłana Buziego, niech jego zasługi chronią nas i cały Izrael. Amen.

Obok grobu znajdują się ruiny ilchanidzkiego meczetu z minaretem.